# 서상철 (유도 선수)
서상철(1941년 5월 8일 ~ )은 대한민국의 유도 선수이다. 그는 1964년 하계 올림픽 남자 경량급 경기에 출전했다.